# Microscapha pulicaria
Microscapha pulicaria es una especie de coleóptero de la familia Tetratomidae.

## Distribución geográfica
Habita en Brasil.